# Ваутерс, Эдди
Эдуард Мария Йозеф Ваутерс (12 июля 1933 — 24 января 2025) — бельгийский футболист, играл на позиции защитника.

## Биография

### Клубная карьера
Большую часть футбольной карьеры играл за «Антверпен», в составе которого отыграл 14 сезонов. Всего за «Антверпен» в общей сложности сыграл 234 матча и забил 14 голов. Помимо этого, он в течение одного сезона играл на правах аренды в США за «Нью-Йорк Хакоах».

### Карьера в сборной
Дебютировал за сборную Бельгии 1 марта 1959 года в товарищеском матче со сборной Франции — та встреча закончилась со счётом 2:2. Всего за сборную Бельгии сыграл 4 матча.

### Тренерская карьера и карьера функционера
Воутерс был председателем «Антверпена» в течение 43 лет, с 1969 по 2012 год. Под его руководством «Антверпен» добился нескольких спортивных успехов, включая победу в Кубке Бельгии в 1992 году и выход в финал Кубка обладателей кубков в 1993 году. В 2012 году он покинул «Антверпен» после смерти руководства.
Помимо своей деятельности в футбольном мире, Ваутерс также построил карьеру в банковском секторе. 

### Смерть
Скончался 24 января 2025 года в возрасте 91 года.